# Coll de Vista
Coll de Vista är ett bergspass i Andorra, på gränsen till Spanien. Det ligger i den sydvästra delen av landet. Coll de Vista ligger 1 923 meter över havet.
Den högsta punkten i närheten är Sierra Plana, 2 151 meter över havet, 1,1 kilometer nordväst om Coll de Vista. Närmaste större samhälle är Sant Julià de Lòria, 4,3 kilometer öster om Coll de Vista. 
I trakten runt Coll de Vista växer i huvudsak blandskog.